# Sklad Združenih narodov za otroke
Sklád Zdrúženih národov za otròke (angleško United Nations Children's Fund, kratica UNICEF) je pod imenom »United Nations International Children's Emergency Fund« ustanovila generalna skupščina OZN 11. decembra 1946 kot sklad za pomoč otrokom povojne Evrope. Leta 1953 so ime skrajšali v današnjo obliko, obdržali pa so priljubljeno kratico UNICEF. Sklad ima sedež v New Yorku in nudi dolgoročno humanitarno in razvojno pomoč otrokom in materam v državah v razvoju. Kot prostovoljno financirana fundacija se UNICEF opira na prispevke vlad in zasebnih donatorjev. Njegov program poudarja razvijanje storitev skupnosti za promocijo zdravja in blagostanja otrok. Leta 1965 je UNICEF za svoje delo prejel Nobelovo nagrado za mir.
Z iztekom mandata izvršilne direktorice UNICEF Carol Bellamy je vodilni položaj v organizaciji maja 2005 prevzela Ann Veneman, nekdanja ameriška sekretarka za kmetijstvo, ki si je med svoje cilje zadala povečati osredotočenost organizacije na Milenijskih razvojnih ciljev. Z majem 2010 jo je na položaju zamenjal nekdanji ameriški diplomat Anthony Lake.